# Franz Horner
Franz Horner (* 17. Jänner 1936 in Bruck an der Großglocknerstraße; † 1. Dezember 2001 in Salzburg) war ein österreichischer Politikwissenschaftler. 1972/73 amtierte er als Vorsitzender der Österreichischen Gesellschaft für Politikwissenschaft (ÖGPW).

## Leben
Von 1958 bis 1962 studierte er Wirtschafts- und Sozialwissenschaften an der Université de Fribourg und von 1962 bis 1964 Politikwissenschaft und Philosophie in Bologna und Washington D.C. (Johns Hopkins University). Von 1967 bis 1976 war er Assistent am Institut für Philosophische Gesellschaftslehre und Politische Theorie an der Universität Salzburg. Seit 1976 war er außerordentlicher Professor für Politische Theorie und Ideengeschichte an der Geisteswissenschaftlichen Fakultät der Universität Salzburg. Er war Mitbegründer der ÖGPW und 1971/72 ihr Vorsitzender.
Horner war von 1985 bis 1989 Präsident der Katholischen Aktion der Erzdiözese Salzburg. Nach kritischen Äußerungen zur Kirche, wurde er zwar 1989 zum Präsidenten gewählt, aber von Erzbischof Georg Eder nicht bestätigt.
Er ist auf dem Salzburger Kommunalfriedhof bestattet.

## Schriften (Auswahl)
- Probleme der österreichischen Währungspolitik. Zell am See 1965, OCLC 251877862 (zugleich Dissertation, Freiburg im Üechtland 1964).
- Die sozialen Grundrechte. Weltanschauliche und gesellschaftspolitische Aspekte. Verlag Anton Pustet, Salzburg 1974, ISBN 3-7025-0126-6.
- Konservative und christdemokratische Parteien in Europa. Geschichte, Programmatik, Strukturen. Verlag Herold, Wien 1981, ISBN 3-7008-0203-X.